# 達洛亞省
6°53′N 6°27′W / 6.883°N 6.450°W

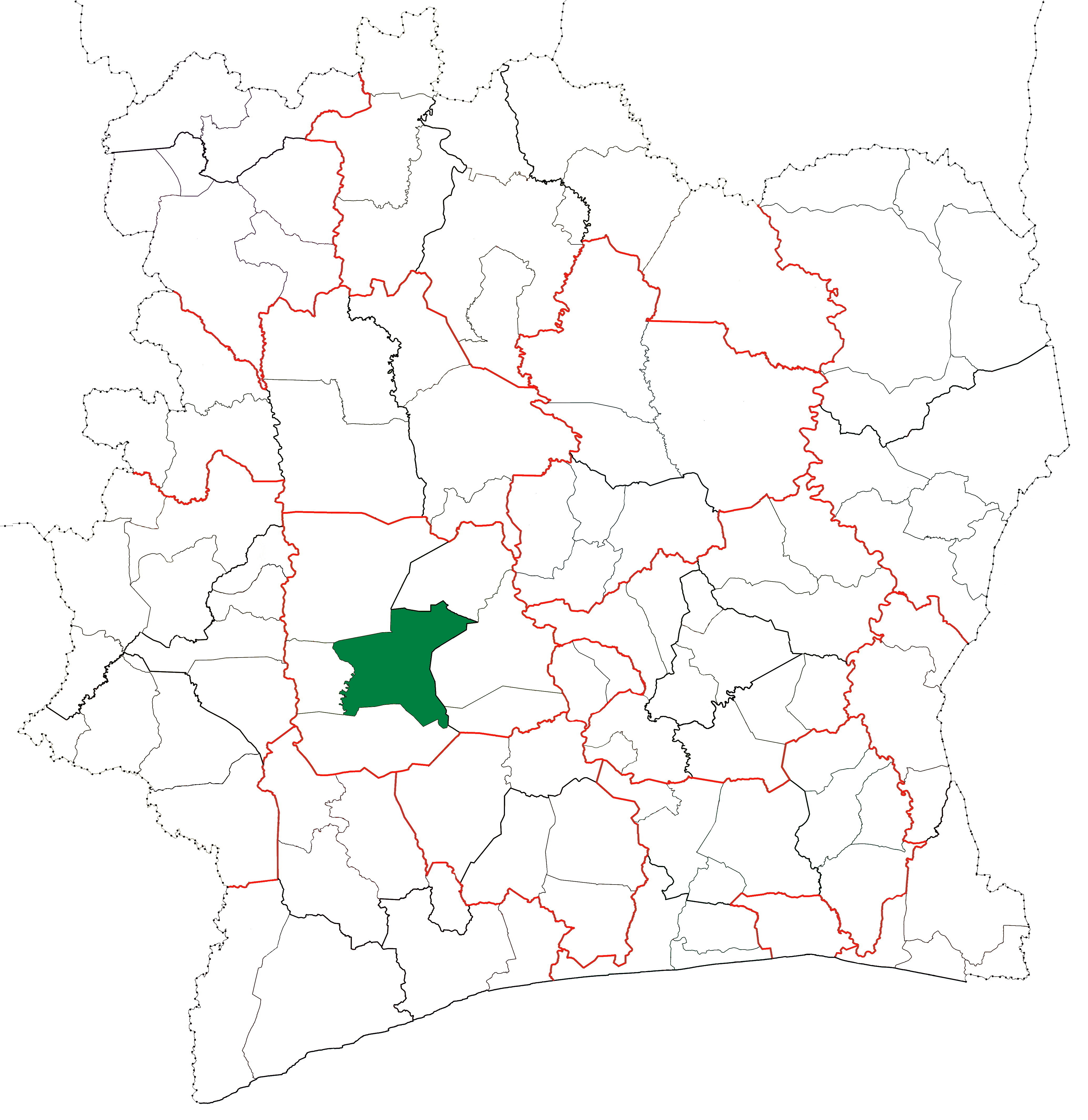

達洛亞省（Daloa Department），是科特迪瓦的省份，位於該國中部薩桑德拉-馬拉韋區，由上薩桑德拉區負責管轄，首府設於達洛亞，成立於1969年，2014年人口591,633。